# Waloddi Weibull
Ernst Hjalmar Waloddi Weibull (Vittskövle, 18 giugno 1887 – Annecy, 12 ottobre 1979) è stato un ingegnere e statistico svedese.

## Biografia
Weibull discende da una famiglia con una forte presenza nel mondo accademico. Era cugino dei fratelli Carl Gustaf e Curt Weibull, entrambi storici. Soprattutto il primo è noto per aver introdotto una maggiore criticità nell'interpretazione delle fonti medievali scandinave.
Nel 1904 entra nella guardia costiera svedese, dove venne promosso sottotenente nel 1907, capitano nel 1916 e maggiore nel 1940.
Durante la sua permanenza nella guardia costiera seguiva corsi presso l'istituto reale di tecnologia di Stoccolma (Kungliga tekniska högskolan i Stockholm). Nel 1924 consegue il titolo e diventa docente.
Nel 1932 consegue il dottorato presso l'Università di Uppsala. Trovò impiego come inventore e 
consulente ingegnere presso industrie svedesi e tedesche.
Nel 1914, durante una spedizione nel Mediterraneo, i mari caraibi e l'oceano pacifico con la nave per la ricerca scientifica "Albatross", Weibull scrisse il suo primo articolo sulla propagazione delle onde esplosive. Sviluppò tali tecniche usando cariche esplosive per determinare il tipo di sedimenti in fondo all'oceano e il loro spessore. La stessa tecnica è tuttora in uso per la ricerca di giacimenti petroliferi in alto mare.
Nel 1939 pubblica il suo primo articolo riguardante la probabilità, descrivendo quella che oggi è nota come distribuzione di Weibull. Nel 1941 ottiene dal produttore di armi Bofors la cattedra di ricerca in fisica tecnica presso l'istituto reale di tecnologia di Stoccolma.
Weibull pubblicò diversi articoli sulla resistenza dei materiali, sull'affaticamento e la rottura dei solidi e l'utilizzo della variabile casuale Weibull, nonché nel 1961 un libro sull'analisi dell'affaticamento dei materiali. Presso la US Air Force a Wright Field risultano ventisei articoli di questo genere.
Nel 1951 presenta il suo articolo più famoso presso la American Society of Mechanical Engineers (ASME)
riguardante la "sua" variabile casuale, descrivendo sette casi studio.
La ASME premiò Weibull con la sua medaglia d'oro nel 1972.
La grande medaglia d'oro da parte dell'accademia reale delle scienze ingegneristiche gli venne consegnata personalmente nel 1978 da re Carlo XVI Gustavo di Svezia.

## Scritti
- A statistical theory of the strength of materials, rapporto per la Ingeniörsvetenskapsakademien Stockholm,, 1939
- En Statistisk Teori För Utmattmingshallfastheten, rapporto TM 344 scritto per AB Bofors, 1948
- A Statistical Representation Of Fatigue Failures In Solids, Transactions Of The Royal Institute Of Technology, Stoccolma, 1949,
- A statistical distribution function of wide applicability in J. Appl. Mech.-Trans. ASME 18(3), 293-297, 1951
- Statistical Evaluation Of Data From Fatigue And Creep-Rupture Tests. Fundamental Concepts And General Methods, rapporto per il Wright Air Development Center, 1959.
- Size Effects On Fatigue Crack Initiation and Propagation In Aluminum Sheet Specimens Subjected To Stresses Of Nearly Constant Amplitude, rapporto per la  Flygtekniska Försöksanstalten, 1960.
- Fatigue Testing And Analysis Of Results, NATO, 1961
- Estimation Of Distribution Parameters By A Combination Of The Best Linear Order Statistic Method And Maximum Likelihood, rapporto per la USAF, 1967.
- Composition And Decomposition Of Bounded Variates With Special Reference To The Gamma And The Weibull Distributions, rapporto per la USAF, 1967
- The Order Statistics yi = log(zim), Their Properties And Use For Parameter Estimation (z = standardized Weibull variate), rapporto per la USAF, 1967
- Moment Estimators For Weibull Parameters And Their Asymptotic Efficiencies, rapporto per la USAF, 1969